# NGC 6118
NGC 6118 هي مجرة حلزونية بتصميم عظيم تبعد حوالي 83 مليون سنة ضوئية من الأرض في إتجاة كوكبة الحية. وقطرها يقارب 110,000 سنة ضوئية مساويا تقريبا لمجرتنا (درب التبانة). ويصنف شكلها على أنه "SA(s)cd"، وهذا يعني أنها غير ضلعية ولديها العديد من الأذرع الحلزونية بدلا الأذرع الحلزونية الحرة.. وتشكل أعداد العقد المزرقة الكبيرة الساطعة مناطق نشطة لتكون النجوم حيث يمكن رؤية بعض النجوم المضيئة والحديثة جدا.
ولأن NGC 6118 لها ذراع مفتوح حلزوني حر، فلا يوجد أذرع حلزونية محددة بوضوح مثل مجرة درب التبانة، وبالتالي فإن المجرة لا تملك منطقة صالحة للسكن مثل درب التبانة. بالنسبة لدرب التبانة، يعتقد أن المنطقة الصالحة للحياة المجرية عادة ما تكون حلقة مع دائرة نصف قطرها الخارجي حوالي 10 ملايين فرسخ فلكي ونصف قطرها الداخلي بالقرب من مركز المجرة.
NGC 6118 من الصعب أن ترى بمقراب صغير. وقد وصفها هواة الفلك «بالمجرة الوامضة»، حيث أن لها ومضة داخل وخارج مجال الرؤية عند مواقع الرؤية المختلفة.

## مستعر اعظم 2004dk
ذكر 2004dk لأول مرة من قبل جيمس غراهام وويدونغ لي في 1 أغسطس 2004. وتم اكتشاف المستعر الأعظم الجديد من خلال دراسة الصور الناتجة عن برنامج مرصد ليك للبحث عن المستعر الأعظم باستخدام مقراب التصوير الآلي كاتزمان (76 سم) في سان خوسيه كاليفورنيا.

صنف SN 2004dk في البداية من قبل فلكي المرصد الأوروبي الجنوبي فرناندو باتات وآخرون. في 4 أغسطس 2004 كمستعر أعظم من نوع Ic. حيث إن مستعر أعظم نوع 1 ب ومستعر أعظم نوع 1 سي هي النتيجة النهائية لنجوم ضخمة (أكبر من 8 كتل شمسية) التي نفد وقودها النووي. عادة ما يتوقع المرء أن يرى أدلة على الهيدروجين والهليوم، ولكن عندما تحدث مثل هذا المستعر الأعظم في نظام ثنائي في بعض الأحيان يجرد النجم المرافق جاذبياً الطبقات الخارجية بعيدا عن النجم السلف، تاركاً فقط العناصر الثقيلة. لا يوجد في المستعرات العظمى من النوع Ib عنصر الهيدروجين، في حين أن النوع Ics لا يحتوي على الهيدروجين أو الهليوم.
وعلى مدى الأسابيع التالية اكتشف ألكسي فيليببينكو وآخرون وجامعة كاليفورنيا في بيركلي خطوط امتصاص He I بارزة، وبالتالي تم تغيير تصنيف المستعر الأعظم لنوع Ib.

## وصلات خارجية
- NGC 6118 على موقع ويكي سكاي: DSS2, SDSS, GALEX, IRAS, Hydrogen α, X-Ray, Astrophoto, Sky Map, Articles and images